# 詹姆桑 (加利福尼亞州)
詹姆桑（英語：Jamesan）是位於美國加利福尼亞州弗雷斯諾縣的一個非建制地區。該地的面積和人口皆未知。

## 地理
詹姆桑的座標為36°43′12″N 120°12′36″W / 36.72000°N 120.21000°W，而該地的平均海拔高度為54米（即177英尺）。